# Gumieńce Wąskotorowe
Gumieńce Wąskotorowe (niem. Scheune Ldb.) – zlikwidowana wąskotorowa stacja kolejowa w Szczecinie. Zlokalizowana była przy ul. Cukrowej na Gumieńcach, nieopodal normalnotorowego dworca Szczecin Gumieńce. 
Linia wąskotorowa, o prześwicie toru 750 mm, ze względu na przebieg nazywana CPO (Casekow-Penkun-Oder), powstała w dwóch odcinkach. Pierwszy z Casekow (węzeł z linią Berlin-Szczecin) do Gumieniec został otwarty w kwietniu 1899. Na drugim odcinku do Pomorzan, powstałym pół roku później, istniał splot toru (tor trzyszynowy) dla kolei wąskotorowej 750 mm i normalnotorowej 1435 mm. CPO nie miała połączeń z innymi liniami wąskotorowymi. Od Warzymic do ok. 750 m za stacją Gumieńce linia była równoległa do normalnotorowej z Berlina do Szczecina. 
Z powodu przecięcia linii w 1945 pomiędzy stacjami Barnimslow (Barnisław) i Ladenthin granicą państwową część linii z Casekow do Gumieniec i środkowa szyna (dla linii wąskotorowej) z Gumieniec do Pomorzan zostały rozebrane. Tor o normalnej szerokości istnieje obecnie na większości szczecińskiego odcinka linii. Linia po wojnie wykorzystywana była tylko dla ruchu towarowego.